# Lesley Thompson
Lesley Thompson-Willie (Toronto, 20 september 1959) is een Canadees stuurvrouw bij het roeien. Thompson-Willie maakte haar debuut met een vierde plaats in de acht tijdens de wereldkampioenschappen roeien 1981. Bij Thompson-Willie haar olympische debuut stuurde ze de Canadese vier-met-stuurvrouw naar de zilveren medaille. Vier jaar later werd Thompson-Willie zevende in de vier-met-stuurvrouw tijdens de Olympische Zomerspelen 1988. Nadien kwam Thompson-Willie allen nog uit als stuurvrouw van de wel olympische acht. In 1991 werd Thompson-Willie wereldkampioen in de acht. Een jaar won Thompson-Willie tijdens de Olympische Zomerspelen 1992 de gouden medaille in de acht. Vier jaar later won Thompson-Willie als stuurvrouw van de acht de zilveren medaille tijdens de Olympische Zomerspelen 1996. Bij Thompson-Willie haar vijfde olympische deelname in 2000 won ze een bronzen medaille, na afloop van deze spelen stopte ze met de roeisport. Tijdens de wereldkampioenschappen roeien 2006 maakte Thompson-Willie haar rentree met een vijfde plaats in de acht. Twee jaar later viel Thompson-Willie met een vierde plaats net buiten de medailles in de acht tijdens de Olympische Zomerspelen 2008. Bij Thompson-Willie haar zevende olympische optreden behaalde ze voor de vijfde maal een medaille, ze behaalde de zilveren medaille in Londen. Thompson-Willie stuurde bij haar achtste olympische optreden de Canadese acht naar de vijfde plaats in 2016

## Resultaten
- Wereldkampioenschappen roeien 1981 in München 4e in de acht
- Wereldkampioenschappen roeien 1983 in Duisburg 4e in de vier-met-stuurvrouw
- Olympische Zomerspelen 1984 in Los Angeles  in de vier-met-stuurvrouw
- Wereldkampioenschappen roeien 1985 in Hazewinkel  in de vier-met-stuurvrouw
- Wereldkampioenschappen roeien 1986 in Nottingham  in de vier-met-stuurvrouw
- Wereldkampioenschappen roeien 1987 in Kopenhagen 7e in de vier-met-stuurvrouw
- Wereldkampioenschappen roeien 1987 in Kopenhagen 6e in de acht
- Olympische Zomerspelen 1988 in Seoel 7e in de vier-met-stuurvrouw
- Wereldkampioenschappen roeien 1991 in Wenen  in de acht
- Olympische Zomerspelen 1992 in Barcelona  in de acht
- Wereldkampioenschappen roeien 1994 in Indianapolis 7e in de acht
- Wereldkampioenschappen roeien 1995 in Tampere 6e in de acht
- Olympische Zomerspelen 1996 in Atlanta  in de acht
- Wereldkampioenschappen roeien 1997 in Aiguebelette-le-Lac  in de acht
- Wereldkampioenschappen roeien 1998 in Keulen  in de acht
- Wereldkampioenschappen roeien 1999 in St. Catharines  in de acht
- Olympische Zomerspelen 2000 in Sydney  in de acht
- Wereldkampioenschappen roeien 2006 in Eton 5e in de acht
- Wereldkampioenschappen roeien 2007 in München 6e in de acht
- Olympische Zomerspelen 2008 in Peking 4e in de acht
- Wereldkampioenschappen roeien 2009 in Poznań 6e in de acht
- Wereldkampioenschappen roeien 2010 in Cambridge  in de acht
- Wereldkampioenschappen roeien 2011 in Bled  in de acht
- Olympische Zomerspelen 2012 in Londen  in de acht
- Wereldkampioenschappen roeien 2014 in Amsterdam  in de acht
- Wereldkampioenschappen roeien 2015 in Aiguebelette-le-Lac  in de acht
- Olympische Zomerspelen 2016 in Rio de Janeiro 5e in de acht

1976: Goretzki & Knetsch & Richter & Ahrenholz & Kallies & Ebert & Lehmann & Müller & Wilke ·
1980: Boesler & Neisser & Köpke & Schütz & Kühn & Richter & Sandig & Metze & Wilke ·
1984: O'Steen & Metcalf & Bower & Graves & Flanagan & Norelius & Thorsness & Keeler & Beard ·
1988: Strauch & Zeidler & Haacker & Wild & Kluge & Schröer & Balthasar & Stange & Neunast ·
1992: Barnes & Taylor & Delehanty & Crawford & McBean & Worthington & Monroe & Heddle & Thompson ·
1996: Tănase & Cochelea & Gafencu & Spîrcu & Olteanu & Lipă & Popescu & Ignat & Georgescu ·
2000: Damian & Susanu & Olteanu & Cochelea & Dumitrache & Lipă & Gafencu & Ignat & Georgescu ·
2004: Florea & Susanu & Bărăscu & Papuc & Gafencu & Lipă & Damian & Ignat & Georgescu ·
2008: Cafaro & Cummins & Davies & Francia & Goodale & Lind & Logan & Shoop & Whipple ·
2012: Cafaro & Francia & Lofgren & Ritzel, Musnicki & Logan & Lind, Davies & Whipple ·
2016: Elmore & Gobbo & Logan & Musnicki, Polk & Regan & Schmetterling & Simmonds & Snyder ·
2020: Roman & Gruchalla-Wesierski & Roper & Proske & Grainger & Mailey & Payne & Wasteneys & Kit ·
2024: Rusu & Anghel & Bodnar & Lehaci & Adam & Bereș & Vrînceanu & Radiș & Petreanu